# Montorsaio
Montorsaio ist ein Ortsteil (italienisch Frazione) von Campagnatico in der Provinz Grosseto, Region Toskana in Italien.

## Geografie
Der Ort liegt ca. 8 km westlich des Hauptortes und ca. 14 km nördlich der Provinzhauptstadt Grosseto in der Landschaft der Maremma und im unteren Tal des Ombrone (Valle inferiore dell’Ombrone). Der Ort liegt bei 384 m s.l.m. und hat ca. 170 Einwohner.

## Geschichte
Erstmals erwähnt wurde der Ort 1147 in einem Dokument des Ugolino Scolario dei Visconti sowie 1188 in einem Dokument von Papst Clemens III. Im 12. Jahrhundert wurde der Bergbau für Silber und Blei, dessen Minen zwischen Montorsaio und Batignano lagen, wichtiger Wirtschaftsfaktor für den Ort. Ab dem Beginn des 13. Jahrhunderts gehörte die Burg zu den Ardengheschi aus Siena, die die Befestigungsanlagen ausbauten und den Cassero errichteten. Ab 1255 gehörte der Ort dann zur Republik Siena, die ihn 1270 der Familie der Salimbeni aus Siena als Zahlungsausgleich geleistete Kredite für die Schlacht von Montaperti vorübergehend überließ. Da Siena die Schulden nicht begleichen konnte, ging Montorsaio mit fünf weiteren Burgen, unter anderem Rocca d’Orcia, am 17. Januar 1274 in den Besitz der Salimbeni über. Trotz mehrfacher Versuche der Republik Siena ab den 1350er Jahren, wieder in den Besitz der Burg zu gelangen, widerstanden die Salimbeni bis zum 22. August 1404. 1432 entstanden die Statuten. Nach der Niederlage der Republik Siena gegen Cosimo I. de’ Medici widerstand Montorsaio mit Siena (im Exil in Montalcino) bis zum Frieden von Cateau-Cambrésis 1559 und ging dann im Großherzogtum Toskana auf.

## Sehenswürdigkeiten

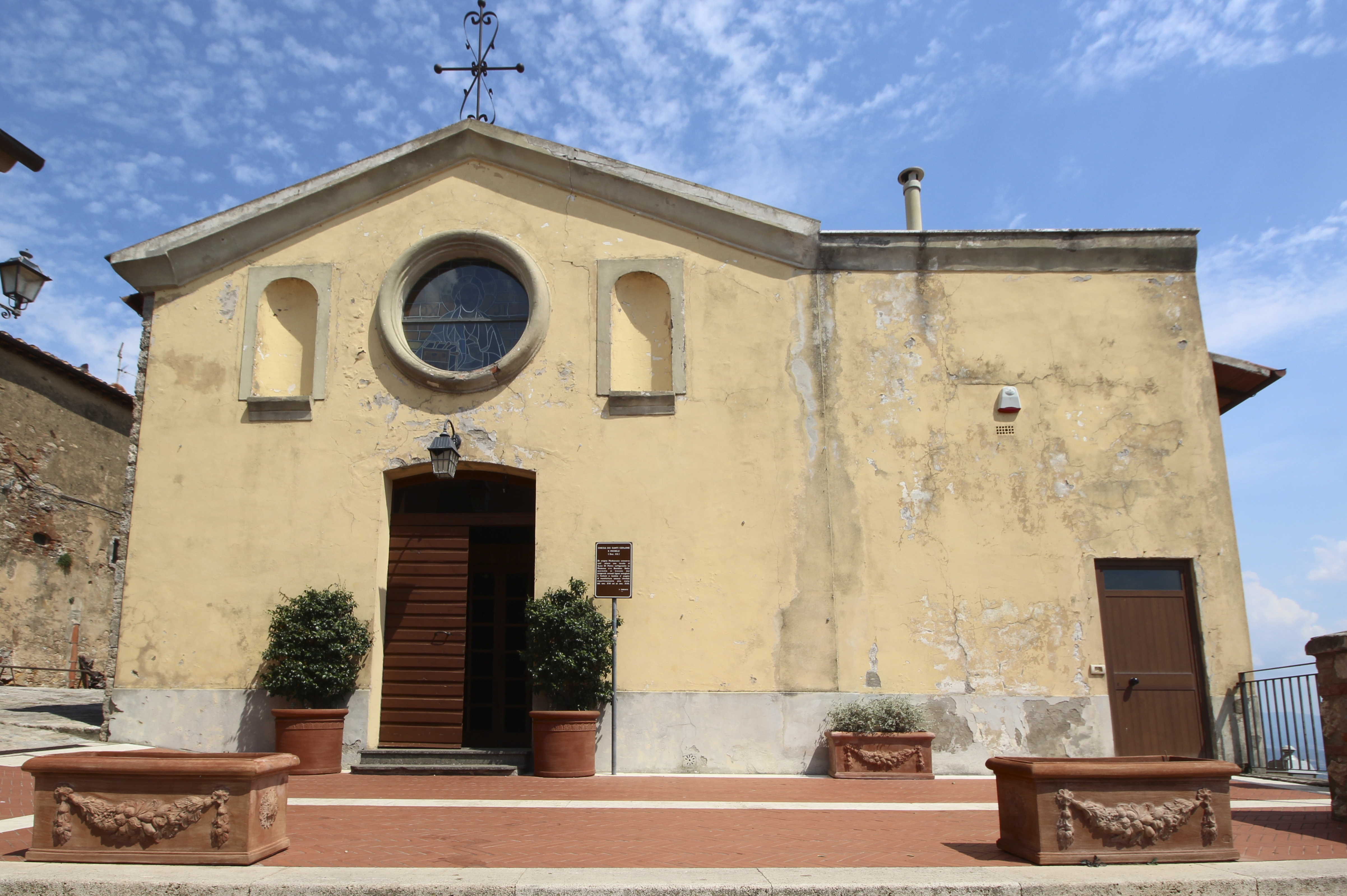
Die Kirche Santi Cerbone e Michele im Ortskern von Montorsaio

- Chiesa dei Santi Cerbone e Michele, erstmals 1188 erwähnte Kirche im Ortskern. Enthielt früher das Werk Madonna col Bambino von Sano di Pietro, welches sich heute im Museum für sakrale Kunst der Diözese Grosseto befindet.[3]
- Chiesa del Santissimo Crocifisso, Kirche im Ortskern, die nach den Schäden aus dem Zweiten Weltkrieg wieder neu aufgebaut wurde. Enthält ein Holzkreuz aus dem Jahr 1629 und die Holzfigur Vergine annunciata eines seneser Künstlers aus dem frühen 15. Jahrhundert.[3]
- Cisterna di Montorsaio, mittelalterlicher Brunnen im Ortskern.
- Monumento ai Caduti, Weltkriegsdenkmal im Ortskern.[7]
- Convento di San Benedetto alla Nave, Konvent ca. 4 km außerhalb von Montorsaio an den Hängen des Berges Monte Leoni. Entstand im 14. Jahrhundert von den Anhängern des Fra Dolcino und wurde 1751 verlassen.[3] Gehörte zunächst den Benediktinern und dann ab 1428 der Observanzbewegung.[4]

Monumente in Montorsaio
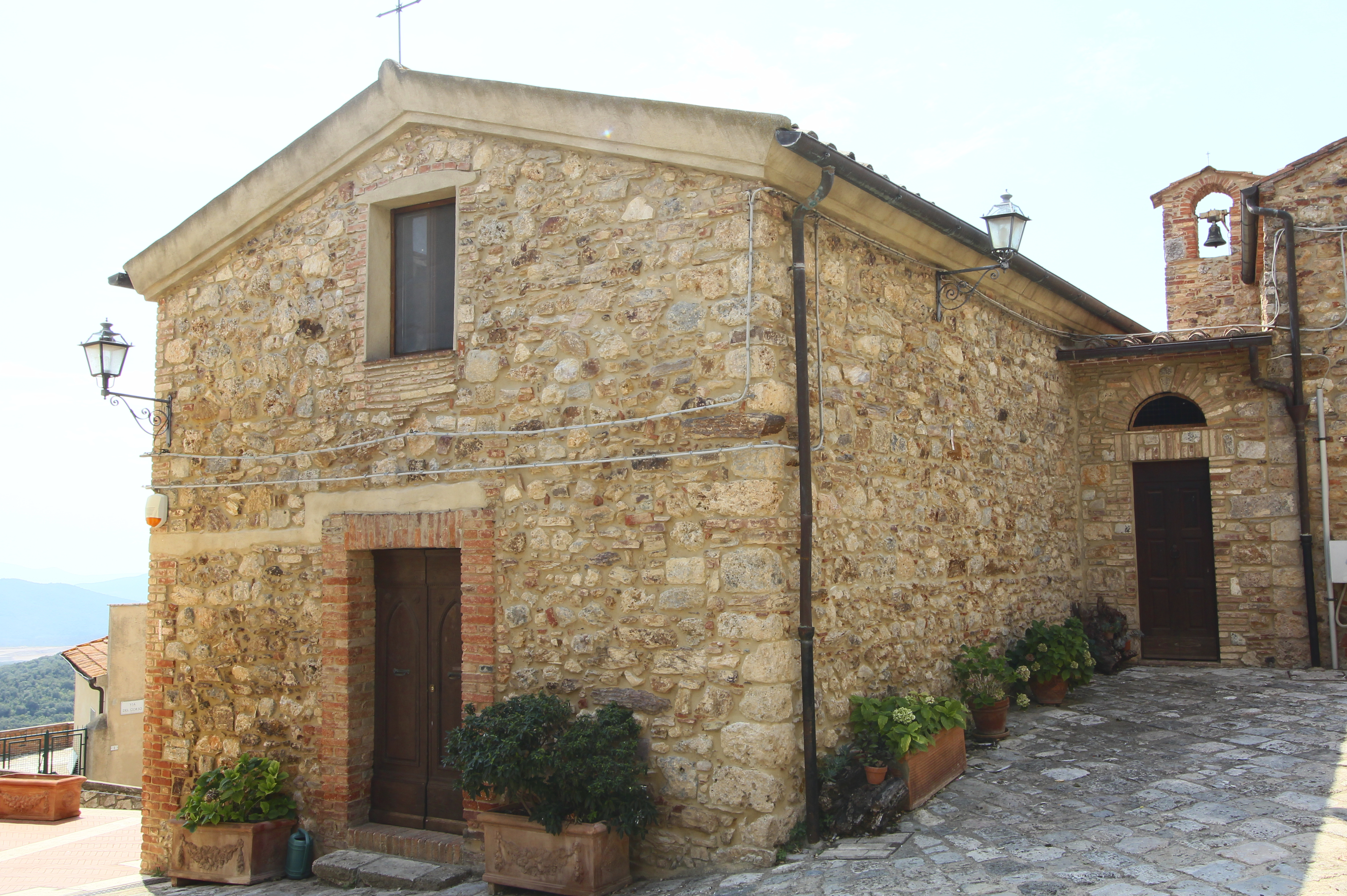
Die Kirche Santissimo Crocifisso
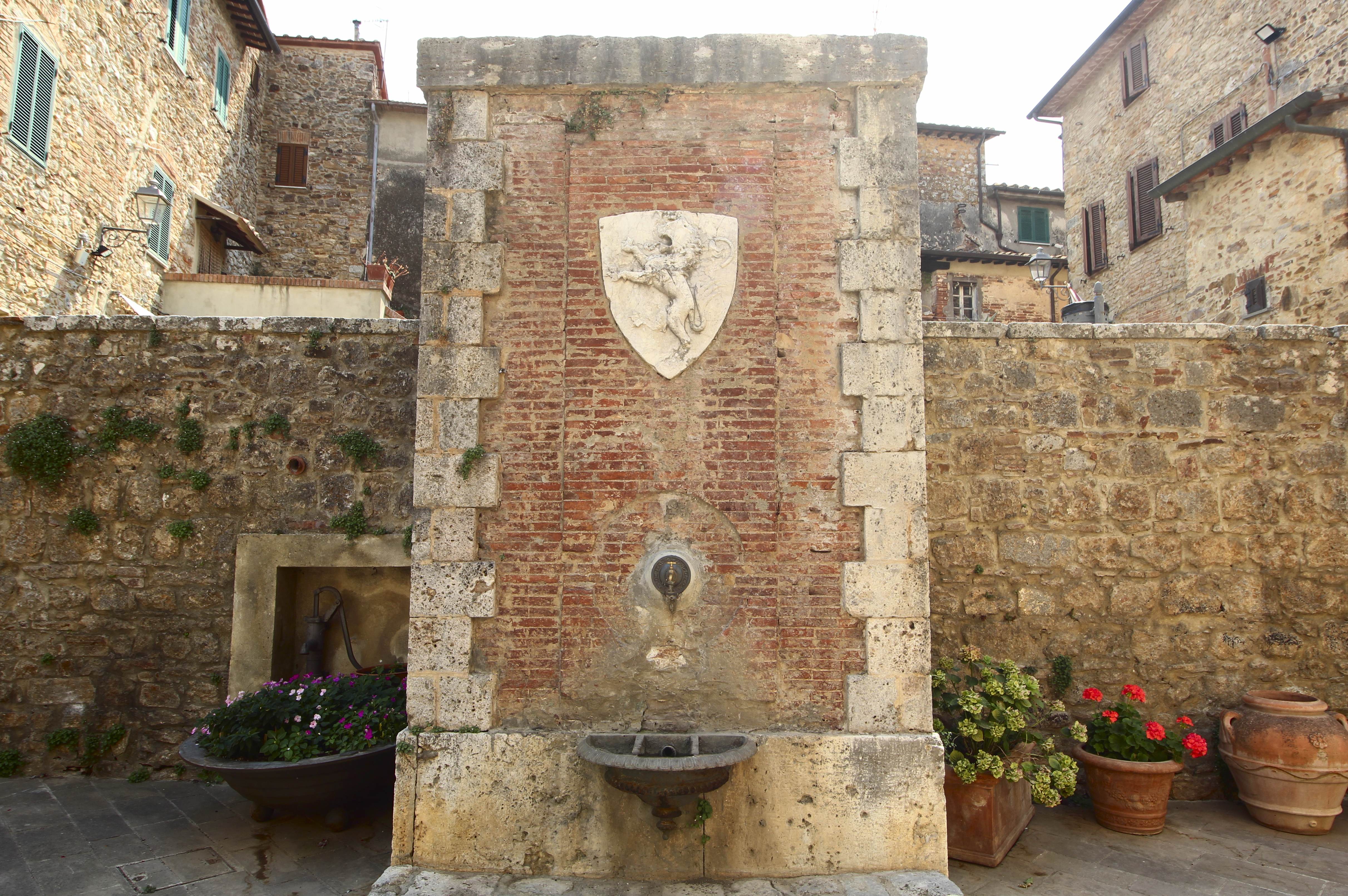
Die Zisterne Cisterna di Montorsaio
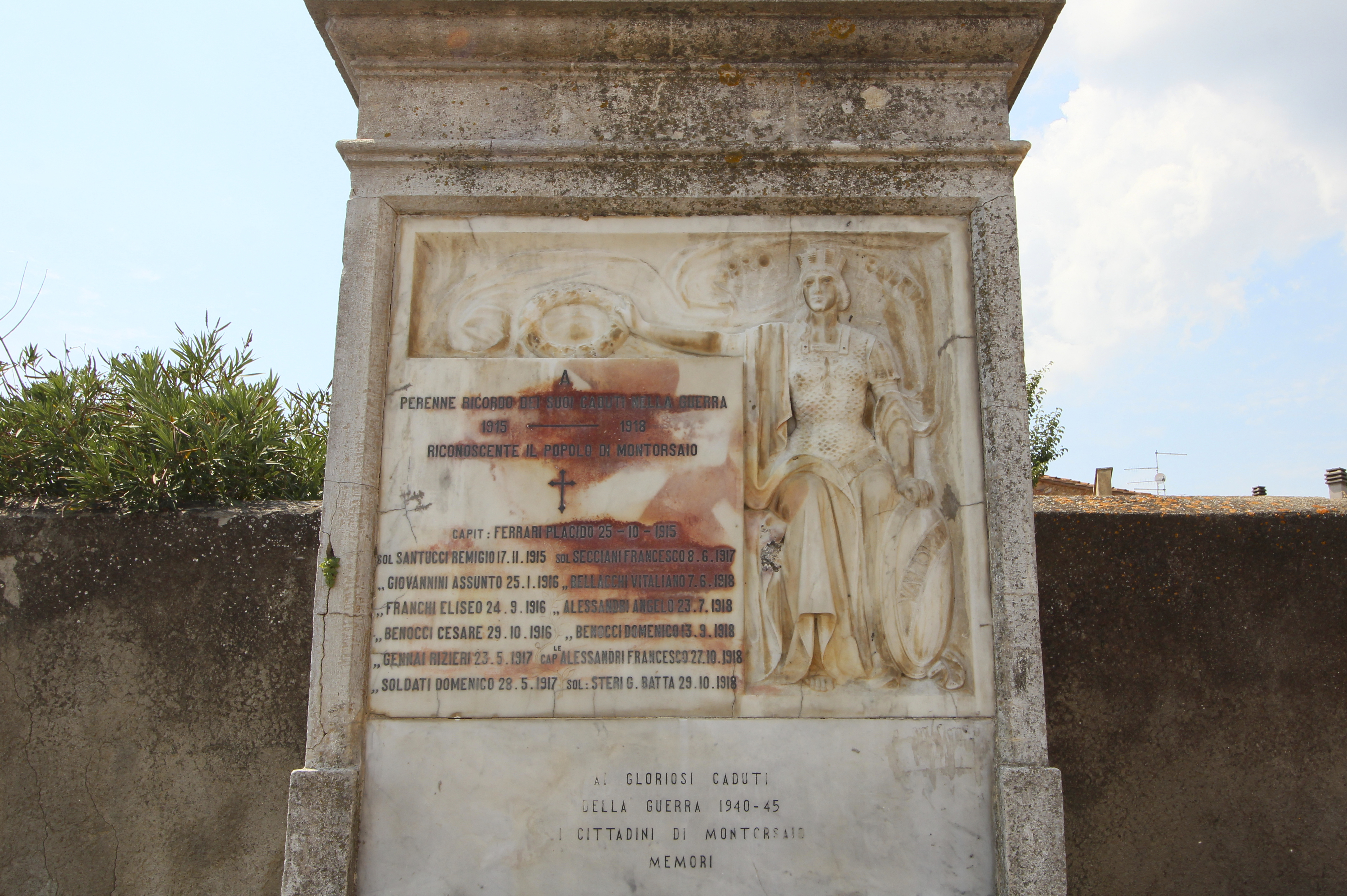
Weltkriegedenkmal in Montorsaio
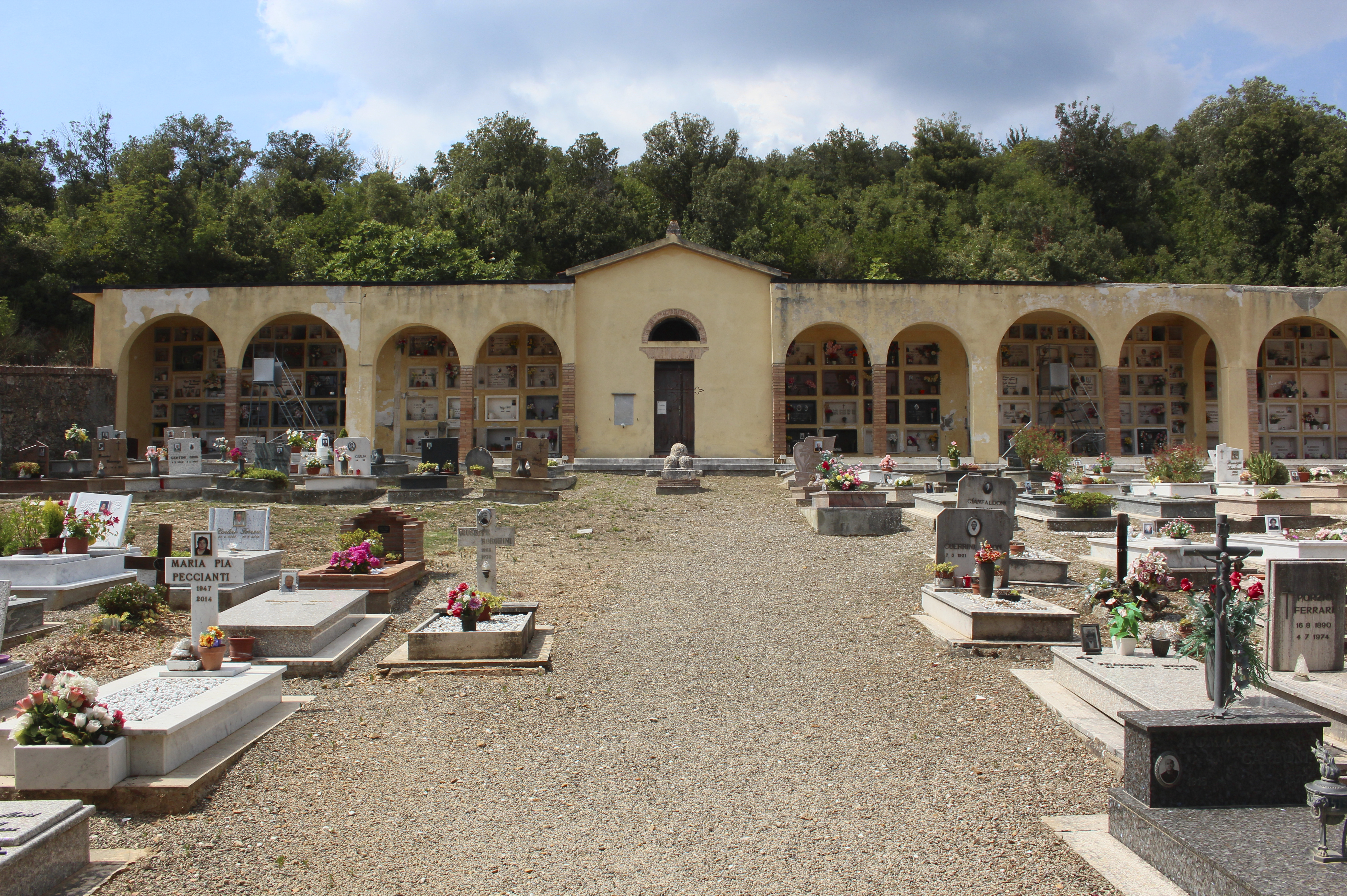
Der Friedhof von Montorsaio
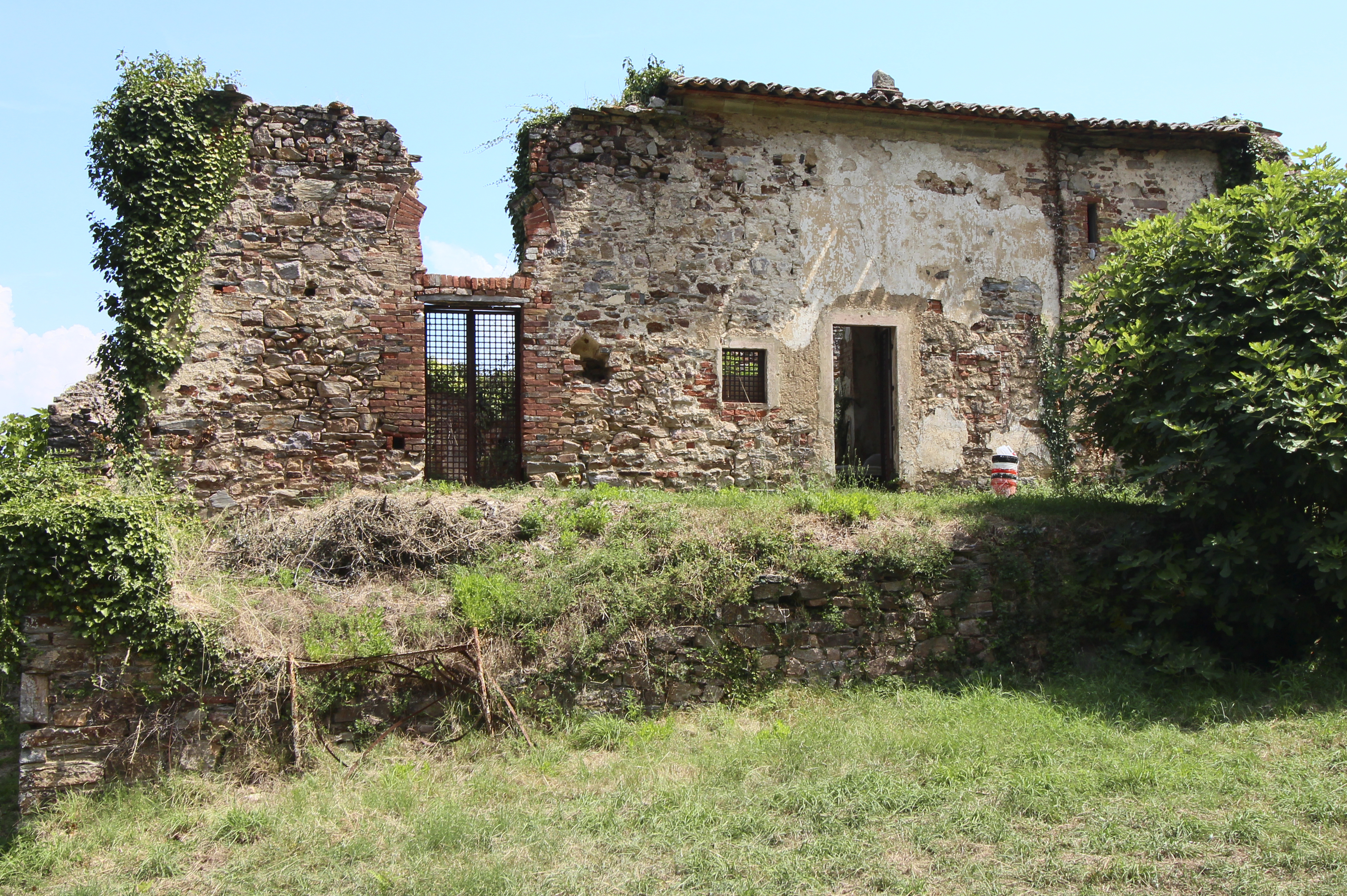
San Benedetto alla Nave

## Verkehr
Der Ort hat eine Anschlussstelle an der Strada Statale 223 di Paganico.